# Titularbistum Irenopolis in Cilicia
Irenopolis in Cilicia (ital.: Irenopoli di Cilicia) ist ein Titularbistum der römisch-katholischen Kirche.
Es geht zurück auf einen untergegangenen Bischofssitz in der antiken Stadt Eirenopolis, die in der römischen Provinz Cilicia (Südosten Kleinasiens) lag. Der Bischofssitz war der Kirchenprovinz Anazarbus zugeordnet.
| Titularbischöfe von Irenopolis in Cilicia |                             |                                                            |                   |                   |
| Nr.                                       | Name                        | Amt                                                        | von               | bis               |
| 1                                         | Luigi Ciurcia OFM           | Apostolischer Vikar von Ägypten (Ägypten)                  | 27. Juli 1866     | 13. Juli 1881     |
| 2                                         | Alfred-Jules Mélisson       | emeritierter Bischof von Blois (Frankreich)                | 9. Februar 1925   | 11. Juli 1925     |
| 3                                         | Alexandre-Philibert Poirier | Koadjutorbischof von Tarbes und Lourdes (Frankreich)       | 14. Dezember 1925 | 24. August 1927   |
| 4                                         | Antoni Władysław Szlagowski | Weihbischof in Warschau (Polen)                            | 9. Juli 1928      | 24. November 1945 |
| 5                                         | Allen James Babcock         | Weihbischof in Detroit (USA)                               | 15. Februar 1947  | 23. März 1954     |
| 6                                         | Oscar de Oliveira           | Koadjutorbischof von Pouso Alegre (Brasilien)              | 25. Mai 1954      | 31. Januar 1959   |
| 7                                         | Georges Jacquot             | Koadjutorbischof von Gap (Frankreich)                      | 20. Mai 1959      | 13. Februar 1961  |
| 8                                         | Gaetano Michetti            | Weihbischof in Fermo Koadjutorbischof von Pesaro (Italien) | 31. Mai 1961      | 4. Juli 1975      |